# Маделунг, Отто Вильгельм
Отто Вильгельм Ма́делунг (нем. Otto Wilhelm Madelung; 15 мая 1846, Гота — 22 июля 1926, Гёттинген) — немецкий медик, хирург.

## Биография
Отто Вильгельм Маделунг родился в состоятельной семье. Внук банкира Вильгельма Маделунга и издателя Фридриха Кристофа Пертеса. Учился медицине в Боннском, Берлинском и Тюбингенском университетах; был ассистентом профессора Вильгельма Буша в хирургической клинике Боннского университета и профессора Риндфлейша в патолого-анатомическом институте там же. В 1881 году был назначен профессором и директором университетской клиники в Ростоке, с 1894 года стал преемником Альберта Люкке по той же кафедре в Страсбургском университете.
Маделунг напечатал множество работ в специальных медицинских журналах и изданиях, из которых следует отметить следующие: «Chirurgische Behandlung der Leberkrankheiten (Kysten, Abscesse, Geschwülste) und chirurg. Behandlung der Erkrankungen d. Bauchspeicheldrüse» (в «Handb.» v. Penzoldt und Stintzing); «Ueber die operative Behandlung der Nierentuperkulose» (v. Langenbecks «Archiv», XL, 1891); «Ueber den Fetthals (Diffuses Lipom des Halses)» (ib., XXXVII, 1888); «Zur Frage des operativen Eingreifens bei innern Darmeinklemmungen, Peritonitis und Darmperforation» (ib., XXXVI, 1887) и многие другие.
Отто Вильгельм Маделунг — отец химика Вальтера Маделунга, инженера Георга Ганса Маделунга и физика Эрвина Маделунга.